# Flavius Eugenius
Flavius Eugenius était un usurpateur romain (303 - 304) en Syrie pendant la tétrarchie.

## Biographie
Flavius Eugenius était un tribun et commandait 500 soldats en Séleucie de Piérie. Il fut proclamé empereur par ses troupes en l'an 303 ap. J.-C. et marcha à la tête de celles-ci jusqu'à Antioche, où il a été déchu à l'issue d'une bataille perdue.

### Sources antiques
- Libanios, Oratio 19,45
- Eusèbe de Césarée